# Conrad Saló
Conrado Saló i Ramell, né à Granollers (Catalogne) le 4 décembre 1906 et mort à La Bisbal d'Empordà (Catalogne) le 8 juillet 1981, est un musicien catalan, ancien directeur de la cobla « la Principal de la Bisbal » dont il a été le 2nd fiscorn. 
Il a composé de nombreuses sardanes célèbres dans toute la Catalogne.